# Garibaldi Lindberg

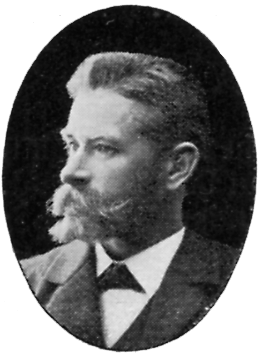
Garibaldi Lindberg

Tengel Leonard Ervin Garibaldi Lindberg, född 19 mars 1863 i Klosters församling i Södermanland, död 28 mars 1957 i Norrköping, var en svensk bildkonstnär. Han har målat landskap med figurer och mytologiska ämnen.
Lindberg studerade vid Tekniska skolan i Stockholm och sedan vid Konstakademien 1886–1894. Därefter gjorde han studieresor till München 1895–1896, Italien 1896, återigen München 1896–1897 och Spanien 1897. Lindberg är representerad vid Kalmar konstmuseum, Norrköpings konstmuseum  och Nationalmuseum i Stockholm. Lindberg var bosatt i Stockholm och avled hos släktingar i Norrköping. Han är begravd på Norra begravningsplatsen utanför Stockholm.